# 阿拉亚-马埃斯图
阿拉亚-马埃斯图（西班牙語：Arraya-Maestu）是西班牙巴斯克自治区阿拉瓦省的一个市镇。总面积123km²，总人口717人（2001年），人口密度6人/km²。